# Complexidade
Complexidade é  utilizada em filosofia, epistemologia (por autores como Anthony Wilden e Edgar Morin), linguística, pedagogia, matemática, química, física, meteorologia, estatística, biologia (por Henri Atlan), sociologia, ocupação, economia, arquitetura, medicina, psicologia, informática ou em ciências da computação ou da informação. A definição varia significativamente segundo a  área de conhecimento. Frequentemente é também chamada teoria da complexidade, desafio da complexidade, pensamento da complexidade ou pensamento complexo.
Trata-se de uma visão interdisciplinar acerca dos sistemas complexos adaptativos, do comportamento emergente de muitos sistemas, da complexidade das redes, da teoria do caos, do comportamento dos sistemas distanciados do equilíbrio termodinâmico e das suas faculdades de auto-organização. 
Esse movimento científico tem tido uma série de consequências não só tecnológicas mas também filosóficas. O uso do termo complexidade é portanto ainda instável e na literatura de divulgação frequentemente ocorrem usos espúrios, muito distantes do contexto científico, particularmente em abstrações ao conceito (crucial) de não linearidade.
O termo é também usado por alguns como sinônimo de epistemologia da complexidade, um ramo da filosofia da ciência inaugurado no início dos anos 1970 por Edgar Morin, Isabelle Stengers e Ilya Prigogine.
Existe também uma teoria de complexidade computacional, que é um filão científico mais estável e melhor definido e que evoluiu separadamente daquele referente ao conceito de sistema não linear, mas afinal está sutilmente ligado a este.

## Epistemologia da complexidade
A epistemologia da complexidade é um ramo da epistemologia que estuda os sistemas complexos e fenômenos emergentes associados. Trata-se pois de um termo rico de significados e portanto ambíguo, que vem se afirmando nas últimas décadas sobretudo no que diz respeito à transformação  em curso no mundo da pesquisa científica, em razão da crescente tendência a negar os pressupostos de linearidade nos sistemas dinâmicos e a  indagar mais profundamente o seu comportamento.
Pedro Demo, um dos pensadores brasileiros contemporâneos de maior destaque nessa temática, afirma que Edgar Morin é considerado o "fundador da ciência da complexidade" na Europa. De fato, a obra de Morin é a mais extensa e a mais profunda no que se refere à temática da epistemologia da complexidade, especialmente depois de ter concluído a série de seis livros sobre "O Método" (ver bibliografia). 
Para Morin, a ciência moderna ou clássica, na busca de sua autonomia em relação ao pensamento religioso da escolástica medieval, acabou por separar-se em vez de apenas distinguir-se da filosofia, do senso comum, das artes e da política. A ciência de base quantitativa se sobrepôs então às diversas formas de conhecimento, inclusive porque favorecia interesses das classes emergentes com as revoluções burguesas. Os Estados nacionais só puderam ser organizados a partir do conhecimento estatístico, do controle quantitativo da economia, dos territórios e das populações. Toda a industrialização serviu-se fortemente dos aspectos quantificáveis das ciências naturais na geração de tecnologias, a ponto de ter contribuído decisivamente para o surgimento da tecnociência, uma forma de conhecimento científico dirigido por critérios tecnológicos. A extensão dos critérios metodológicos das ciências naturais às ciências sociais levou à formação de um grande paradigma ocidental, que se caracteriza por ser disjuntor-e-redutor, ou seja, por separar (disjuntar) ciência e filosofia (incluindo aqui humanidades, artes e todo o conhecimento não quantificável), e por reduzir (reducionismo) o que é complexo ao que é simples (por exemplo, por meio da busca da menor parte da realidade física, os átomos, e depois as partículas dentro dos átomos). O pensamento disjuntor-redutor simplifica a realidade e com isso ganha espaço que historicamente pertenceu ao pensamento religioso, dogmático. O pensamento disjuntor-redutor estabelece-se como um grande paradigma, aparentemente confiável. Na realidade, a física subatômica já introduziu incertezas quanto aos limites do reducionismo. A fenomenologia já mostrou as insuficiências e ingenuidades do positivismo, da pretensão de captar-se uma realidade "objetiva" independente do olhar e dos pressupostos do pesquisador. Em meados do século XX as ciências da terra, a ecologia, a cosmologia e outras formas de conhecimento começam a buscar o diálogo pluridisciplinar. A partir de então, aquela crise que o paradigma disjuntor-redutor havia sofrido com a emergência da física subatômica (teoria da relatividade, princípio de incerteza, etc.) e com a emergência da fenomenologia nas primeiras décadas do século XX é reforçada pelos diálogos multi, inter e transdisicplinares. É nesse contexto da história da ciência que emerge o pensamento complexo ou paradigma da complexidade, que visa associar sem fundir, distinguindo sem separar as diversas disciplinas e formas de ciência, assim como as diversas formas de conhecimento e inclusive outras instâncias da realidade, como Estado, Mercado e Sociedade Civil. O pensamento complexo não se limita ao âmbito acadêmico: transborda para os diversos setores das sociedades. E com isso questiona todas as formas de pensamento unilateral, dogmático, unilateralmente quantitativo ou instrumental. A incerteza faz parte do paradigma da complexidade, como uma abertura de horizontes, e não como um princípio que imobiliza o pensamento. Pensar de forma aberta, incerta, criativa, prudente e responsável é um desafio à própria democracia. Daí a noção de democracia cognitiva, que visa estabelecer o diálogo entre as diversas formas de conhecimento. Este é o caminho do pensamento complexo, um caminho que, embora tenha diversos princípios, oriundos da antiguidade, da modernidade e da pós-modernidade, é um caminho que se faz no seu próprio transcurso, no seu próprio fazer e repensar-se continuamente.

### Opensamento complexo
A complexidade e suas implicações são as bases do denominado pensamento complexo de Edgar Morin, que vê o mundo como um todo indissociável e propõe uma abordagem multidisciplinar e multirreferenciada para a construção do conhecimento. Contrapõe-se à causalidade linear por abordar os fenômenos como totalidade orgânica.
Segundo Edgar Morin (Introdução ao Pensamento Complexo, 1991:17/19): "À primeira vista, a complexidade (complexus: o que é tecido em conjunto) é um tecido de constituintes heterogêneos inseparavelmente associados: coloca o paradoxo do uno e do múltiplo. Na segunda abordagem, a complexidade é efetivamente o tecido de acontecimentos, ações, interações, retroações, determinações, acasos, que constituem o nosso mundo fenomenal. Mas então a complexidade apresenta-se com os traços inquietantes da confusão, do inextricável, da desordem no caos, da ambiguidade, da incerteza... Daí a necessidade, para o conhecimento, de pôr ordem nos fenômenos ao rejeitar a desordem, de afastar o incerto, isto é, de selecionar os elementos de ordem e de certeza, de retirar a ambiguidade, de clarificar, de distinguir, de hierarquizar... Mas tais operações, necessárias à inteligibilidade, correm o risco de a tornar cega se eliminarem os outros caracteres do complexus; e efetivamente, como o indiquei, elas tornam-nos cegos."

#### Proposta
A proposta da complexidade é a abordagem transdisciplinar dos fenômenos, e a mudança de paradigma, abandonando o reducionismo que tem pautado a investigação científica em todos os campos, e dando lugar à criatividade e ao caos]. 

#### Princípios
Sendo transdisciplinar, não é possível uma definição sucinta do termo e suas aplicações. Alguns dos conceitos que compõem o tecido da complexidade:
- auto-organização
- amplificação por flutuações
- artificialeza
- autoconsistência
- autopoiese: capacidade de um sistema de organizar de tal forma que o único produto seja ele mesmo.
- autossemelhança
- imprecisão
- conectividade
- construtivismo
- correlação
- criticabilidade
- dialógica
- diversidade
- emergência
- fluxo
- imprevisibilidade
- inclusão
- metadimensionalidade
- onijetividade
- paradoxo
- aderência
- potencialidade
- retorno
- ressonância
- rizomas
- virtualidade

#### Temas da complexidade

##### Auto-organização, fractalidade e emergência
A noção de emergência está ligada à teoria dos sistemas. Um sistema constitui-se de partes interdependentes entre si, que interagem e transformam-se mutuamente, desse modo o sistema não será definível pela soma de suas partes, mas por uma propriedade que emerge deste seu funcionamento. O estudo em separado de cada parte do sistema não levará ao entendimento do todo, esta lógica se contrapõe ao método cartesiano analítico que postulava justamente ao contrário. 
Nesta perspectiva o todo é mais do que a soma das partes. Da organização de um sistema nascem padrões emergentes que podem retroagir sobre as partes. Por outro lado o todo é também menos que a soma das partes uma vez que tais propriedades emergentes possam também inibir determinadas qualidades das partes.

##### Mudança, evolução e realimentação
Um sistema realimentado é necessariamente um sistema dinâmico, já que deve haver uma causalidade implícita. Em um ciclo de retroação uma saída é capaz de alterar a entrada que a gerou, e, consequentemente, a si própria. Se o sistema fosse instantâneo, essa alteração implicaria uma desigualdade. Portanto em uma malha de realimentação deve haver um certo retardo na resposta dinâmica. Esse retardo ocorre devido a uma tendência do sistema de manter o estado atual mesmo com variações bruscas na entrada. Isto é, ele deve possuir uma tendência de resistência a mudanças. O que, por sua vez, significa que deve haver uma memória intrínseca a um sistema que pode sofrer realimentação

##### Caos, desordem e incerteza
Os trabalhos de divulgação de Ilya Prigogine talvez sejam as melhores fontes para entender rigorosamente o papel do caos e sua relação com a incerteza. As teorias do caos, popularizadas pelo "efeito borboleta", (a qual a alusão em que o bater de asas de uma borboleta no pacífico poderia causar um tufão em outro lugar distante do planeta é apenas uma alegoria estilística para a interpretação real do fenômeno), estão relacionadas à não-lineariedade e à sensibilidade às condições iniciais.
Assim, relações deterministas, às vezes muito simples, podem gerar, após muitas interações, divergências de trajetórias significativas partindo de condições iniciais muito próximas. Daí se afirmar que há um comportamento caótico, já que não há padrão para determinar no longo prazo (ou após muitas interações) qual o comportamento da trajetória a partir de condições iniciais aproximadas, ainda que para, por exemplo, 40 casas decimais! Porém, surpreendentemente, se do ponto de vista individual há o caos, muitas vezes há um padrão estatístico com relação à distribuição de probabilidade das trajetórias, o que permite alguma inteligibilidade e tratamento científico do caos.

## Complexidade e criticalidade
Complexidade é altamente ligada a fenômenos críticos.